# Municipio de Coyomeapan
El municipio de Coyomeapan es uno de los 217 municipios que conforman al estado mexicano de Puebla. Se trata de un lugar en la alta montaña con clima es boscoso con lluvia durante todo el año. La población de este lugar es principalmente indígena náhuatl. Su gente vive principalmente de la agricultura, a partir del 2000 se incrementado la migración hacia los Estados Unidos. El acceso a esta población se realiza por transporte terrestre desde Tehuacán pasando por Coxcatlán.